# Československá hokejová liga 1963/1964
21. ročník československé hokejové ligy 1963/64 se hrál pod názvem I. liga.

## Herní systém
12 účastníků hrálo v jedné skupině. Účastníci hráli nejprve dvoukolově systémem každý s každým, pak byli rozděleni podle umístění na 2 skupiny (o 1. - 6. místo a o 7. - 12. místo). V obou skupinách se hrálo dvoukolově každý s každým o titul, resp. o udržení. Výsledky z prvních dvou vzájemných zápasů se započítávaly. Poslední dvě mužstva skupiny o udržení sestoupila.

## Pořadí po základní části
| Poř. | Tým                    | Zápasy | Výhry | Remízy | Porážky | Skóre  | Body |
| ---- | ---------------------- | ------ | ----- | ------ | ------- | ------ | ---- |
| 1.   | ZKL Brno               | 22     | 20    | 0      | 2       | 169:54 | 40   |
| 2.   | SONP Kladno            | 22     | 17    | 0      | 5       | 134:82 | 34   |
| 3.   | Slovan Bratislava      | 22     | 13    | 4      | 6       | 101:66 | 30   |
| 4.   | Spartak Praha Sokolovo | 22     | 13    | 2      | 7       | 111:75 | 28   |
| 5.   | Tesla Pardubice        | 22     | 11    | 3      | 8       | 118:88 | 25   |
| 6.   | Dukla Jihlava          | 22     | 10    | 3      | 9       | 96:75  | 23   |
| 7.   | Spartak Plzeň          | 22     | 6     | 5      | 11      | 85:95  | 23   |
| 8.   | VZKG Ostrava           | 22     | 8     | 3      | 11      | 78:96  | 19   |
| 9.   | CHZ Litvínov           | 22     | 8     | 3      | 11      | 73:94  | 19   |
| 10.  | VTJ Dukla Litoměřice   | 22     | 5     | 2      | 15      | 61:151 | 12   |
| 11.  | TJ Gottwaldov          | 22     | 4     | 2      | 16      | 73:138 | 10   |
| 12.  | VTŽ Chomutov           | 22     | 2     | 2      | 18      | 67:162 | 6    |

## Skupina o 1. - 6. místo
| Poř. | Tým                    | Zápasy | Výhry | Remízy | Porážky | Skóre   | Body |
| ---- | ---------------------- | ------ | ----- | ------ | ------- | ------- | ---- |
| 1.   | ZKL Brno               | 32     | 29    | 0      | 3       | 232:77  | 58   |
| 2.   | Slovan Bratislava      | 32     | 18    | 5      | 9       | 138:105 | 41   |
| 3.   | Dukla Jihlava          | 32     | 18    | 3      | 11      | 139:98  | 39   |
| 4.   | SONP Kladno            | 32     | 18    | 1      | 13      | 175:147 | 37   |
| 5.   | Tesla Pardubice        | 32     | 14    | 5      | 13      | 157:141 | 33   |
| 6.   | Spartak Praha Sokolovo | 32     | 13    | 5      | 14      | 139:123 | 31   |

## Skupina o 7. - 12. místo
| Poř. | Tým                  | Zápasy | Výhry | Remízy | Porážky | Skóre   | Body |
| ---- | -------------------- | ------ | ----- | ------ | ------- | ------- | ---- |
| 7.   | VZKG Ostrava         | 32     | 13    | 3      | 16      | 126:141 | 29   |
| 8.   | CHZ Litvínov         | 32     | 11    | 6      | 15      | 110:128 | 28   |
| 9.   | Spartak Plzeň        | 32     | 10    | 7      | 15      | 121:141 | 27   |
| 10.  | TJ Gottwaldov        | 32     | 11    | 3      | 18      | 117:167 | 25   |
| 11.  | VTJ Dukla Litoměřice | 32     | 10    | 4      | 18      | 110:185 | 24   |
| 12.  | VTŽ Chomutov         | 32     | 3     | 4      | 25      | 104:225 | 10   |

## Nejlepší střelci
- Josef Černý (ZKL Brno) - 44 gólů
- Jan Klapáč (Dukla Jihlava) - 32 gólů
- Vlastimil Bubník (ZKL Brno) - 29 gólů
- Jiří Dolana (Tesla Pardubice) - 29 gólů
- Jozef Golonka (Slovan Bratislava) - 28 gólů
- Stanislav Prýl (Tesla Pardubice) - 25 gólů
- Josef Klíma (VTŽ Chomutov) - 25 gólů
- Jaroslav Volf (SONP Kladno) - 26 gólů
- Václav Šašek (Spartak Plzeň) - 23 gólů

## Soupisky mužstev

### ZKL Brno
Vladimír Nadrchal (28/2,25),
Karel Ševčík (9/1,56) –
František Mašlaň (29/5/10/-),
Jaromír Meixner (32/7/19/8),
Ladislav Olejník (32/9/11/-),
Rudolf Potsch (26/15/15/-) –
Josef Barta (10/6/3/6),
Vlastimil Bubník (24/29/14/-),
Josef Černý (32/44/12/-),
Bronislav Danda (28/11/14/-),
Jaroslav Jiřík (6/3/0/-),
Zdeněk Kepák (28/15/16/-),
Václav Pantůček (15/8/11/-),
Rudolf Scheuer (27/8/13),
Karel Skopal (29/12/11/-),
František Ševčík (32/22/12/-)),
Vladimír Šubrt (4/0/1/0-),
František Vaněk (29/20/25/-),
Ivo Winkler (30/16/8/-) –
trenér Vladimír Bouzek

### CHZ Litvínov
Josef Bruk (32/3,91),
Bohuslav Křepelka (1/3,00),
Josef Paník (1/-) -
Miroslav Beránek (31/3/-/-),
František Dům (29/4/-/-),
Vladimír Kýhos (32/2/-/-),
Jaroslav Piskač (4/1/-/-),
Kamil Svojše (32/4/-/-) -
Vladimír Čechura (32/8/-/-),
Vlastimil Galina (1/0/-/-),
Jan Hroch (29/7/-/-),
Jaromír Hudec (32/7/-/-),
Ivan Kalina (27/8/-/-),
Petr Mokrý (32/9/-/-),
Stanislav Mužík (1/0/-/-),
Zdeněk Nádvorník (7/0/-/-),
František Novák (10/3/-/-),
Miroslav Novák (17/2/-/-),
Ladislav Štěrba (26/20/-/-),
Rostislav Štrubl (25/4/-/-),
Jaroslav Walter (32/23/-/-)
Zdeněk Zíma (24/3/-/-)

### TJ Gottwaldov
Jaromír Přecechtěl (32/4,75/87,2/-),
František Vyoral (3/16,6/69,2/-) -
Zdeněk Černý (31/10/5/15/4),
Jaroslav Heller (30/4/2/6/4),
Milan Charous (23/1/2/3/10),
Stanislav Kozel (26/6/2/8/10),
Bohumil Kožela (28/11/7/18/14),
Peter Pokorný (10/2/0/2/2) -
Ladislav Bršlica (4/0/0/0/0),
Vojtěch Číž (28/5/12/17/12),
Richard Führich (10/0/1/1/2),
Karel Heim (28/13/5/18/6),
Václav Karlík (24/0/2/2/12),
Miloš Klíma (13/5/1/6/4),
Ladislav Kovačič (19/8/1/9/8)
Josef Kožela (30/9/6/15/26),
Ladislav Maršík (32/11/9/20/35),
Jiří Matějů (1/0/0/0/0),
Jaroslav Stuchlík (32/11/4/15/20),
Karel Trtílek (19/10/3/13/10),
Miroslav Vaďura (29/7/2/9/12)

## Kvalifikace o 1. ligu
| Poř. | Tým                                  | Zápasy | Výhry | Remízy | Porážky | Skóre | Body |
| ---- | ------------------------------------ | ------ | ----- | ------ | ------- | ----- | ---- |
| 1.   | Dukla Košice                         | 6      | 4     | 0      | 2       | 27:21 | 8    |
| 2.   | Spartak Motorlet Praha               | 6      | 3     | 1      | 2       | 28:25 | 7    |
| 3.   | Spartak Královopolská strojírna Brno | 6      | 3     | 1      | 2       | 20:23 | 7    |
| 4.   | Slavoj České Budějovice              | 6      | 1     | 0      | 5       | 19:25 | 2    |